# Miriam Kantorková
Miriam Kantorková (* 13. března 1935 Praha) je česká zpěvačka, herečka a moderátorka.

## Život
Od dětství hrála v rozhlasových hrách, nicméně na popud své matky studovala zpěv a hru na klavír na Pražské konzervatoři. Během studia hrála ochotnicky divadlo. Po absolutoriu konzervatoře vyučovala několik let hudební výchovu, teprve poté se stala herečkou, zpěvačkou a konferenciérkou v Armádním uměleckém souboru Víta Nejedlého, zároveň studovala herectví na DAMU. Po dostudování se podílela na založení Poetické kavárny Viola (dnes Divadlo Viola), pohostinsky hrála v Divadle Na zábradlí a nakonec zakotvila v Divadle E. F. Buriana, kde působila až do jeho oficiálního zrušení. Dnes vystupuje pohostinsky s různými divadelními soubory.
Během své kariéry si zahrála několik desítek filmových a televizních rolí. Mezi nejznámější patří role ve filmu Romance pro křídlovku nebo ve snímku Kladivo na čarodějnice, role v televizním seriálu Život na zámku nebo Ordinace v růžové zahradě.
Účinkuje také v rozhlase a dabingu. Nadabovala Ivy Bakerovou ze seriálu Krok za krokem.

## Dílo

### Rozhlas
- 1988 Kocourkov (pohádka), Československý rozhlas Praha, dramatizace: Jana Dvořáková, režie: Ladislav Rybišar, hráli: Václav Knop (Všudybyl), Jiří Holý (purkmistr), Ilja Prachař (radní), Jan Faltýnek, Vladimír Krška, Jan Skopeček, Věra Kubánková, Jana Drbohlavová, Ladislav Trojan, Miriam Kantorková a další.
- 2007 Daniela Fischerová: Cesta k pólu, příběh o hledání smyslu života na samém jeho konci. Hudba: Marko Ivanovič, dramaturgie: Martin Velíšek, režie: Hana Kofránková. Hrají: Jiřina Jirásková, Josef Somr, Viola Zinková, Bořivoj Navrátil, Vilma Cibulková, Zdeněk Hess, Miriam Kantorková, Hana Brothánková a Jan Polívka.[1]